# Fracaso épico
"Fracaso épico" (en inglés "Epic Fail") es el tercer episodio de la sexta temporada de la serie estadounidense House. Fue emitido el 28 de septiembre de 2009 en Estados Unidos, el 3 de noviembre de 2009 en España y el 29 de octubre de 2010 en Latinoamérica.

## Sinopsis
Todo comienza cuando a Vince (Rick D. Wasserman), un programador de videojuegos, le comienzan a temblar las manos que tienen mucha temperatura. Al llegar al hospital, Vince pregunta por el genio en diagnosis (House).
House renuncia al hospital porque se siente bien y quiere seguir así, mandó su curriculum a un hospital de investigación donde no hay pacientes ni presión, Foreman le dice a Cuddy que quiere manejar el departamento de House. Cuddy se retracta porque no existen los departamentos de dignóstico médico, y si hay uno es gracias a House; Cuddy compara a Foreman con House, diciéndole que House es una gran genio y él no lo es tanto y acepta pero con la condición de que cure un paciente y que no muera en el proceso, de lo contrario estará despedido. Foreman acepta a Vince como paciente para curar su enfermedad como "debut" en el puesto de House, teniendo como ayudantes a "Trece" y a Taub.
Comienzan a lanzar ideas de enfermedades que pueda sufrir Vince, aceptan por distrofia simpática refleja; Al explicarle la enfermedad a Vince dice que no cree que sea distrofia simpática refleja, dice que es envenenamiento por mercurio ya que come mucho "Sushi". Buscando en la "revista médica Atlantic", argumenta que no es distrofia porque nunca tuvo decoloración de piel y quiere que le hagan un análisis de sangre.
Foreman sigue quitando sábanas de la ex-oficina de House, cuando aparece Cameron que el puede estar en el lugar de House y que es trabajar con "trece" es diferente a trabajar para, también pregunta por "trece" para que firme la nómina de enfermería, Foreman le dice que ella y Taub están haciendo una estimulación espinal, Cameron le dice que no porque llevó a un paciente para un cateter y ellos no estaban ahí. Foreman fue al laboratorio y les llama la atención a "13" y Taub, este último dice que no es envenenamiento por mercurio y que la revista Atlantic se equivocó.
House tiene terapia con Norlan, dice House que le duele la pierna desde que dejó Mayfield y que el ibuprofeno apenas reduce el dolor, Norlan le contesta que tiene que buscar un Hobbie algo que lo comprometa y lo haga tener conexiones con otras personas, le pregunta si su amigo Wilson tiene un Hobbie o que le gusta hacer. Foreman le dice a Vince que no es envenenamiento por mercurio y que es distrofia refleja, si no quiere mejorar es todo y seguirá con su próximo paciente; Vince acepta quedarse, sanar y que le hagan una estimulación espinal, en el procedimiento Vince le da un ataque cardiaco y pulmonar a la vez, teniendo fluido en ambos órganos. Foreman cree que toma cocaína para poder trabajar en su nuevo videojuego.
House se encuentra en una clase de cocina con Wilson haciendo albóndigas, Wilson le dice que es muy difícil no hacer una broma sobre las bolas, a Wilson se le están quemando sus albóndigas, pero aún están crudas por dentro, House resuelve el problema con un procedimiento médico y las albóndigas de Wilson están asalvo.
Vince piratea el perfil de Foreman y le pregunta que si borró a todos en verdad solo tiene tres amigos, les dice a "Trece" y Foreman que no consume drogas.
Cuddy visita a House en el departamento de Wilson, dice House que está cocinadno "Ñuki" con una amiga que va en su clase de cocina y no habla español, solo japonés, House le dice que su decisión de irse del hospital es final y que Cuddy no es la razón de irse.
Trece y Taub juegan el videojuego de Vince para encontrar algunas pistas, Trece se da cuenta de que el vuelo de los murciélagos son muy reales, cree que la exposición a murciélagos le pudo contraer alguna enfermedad. En el hospital le dicen a Vince que si tocó aves cuando las estudió para el juego, Vince dice que no puedes estudiarlas sin tocarlas, Trece le dice que también es una buena manera de contraer psitacosis, Vince les pregunta que si la psitacosis tiene síntomas sobre su pene, porque tuvo un erección durante tres horas. El equipo de Foreman vuelven a lanzar ideas y optan por trombocitosis; Foreman y Trece discuten, cuando ven a unos sujetos con Vince, resulta que Vince llamó a otros doctores porque el equipo de Foreman van "0-2" y buscó en pnesar respaldo posteando sus síntomas en internet; un doctor cree que Vince tiene un tumor cerebral, Foreman dice que un trombocitosis es más probable y administrará Hidroxiuera. Vince dice que quiere una resonancia.
House estuvo toda la noche cocinando, cuando Wilson se levanta le dice que la cama es para "maricas", también le confiesa que no durmió por la pierna y le empieza a dar pruebas de lo que cocinó, asumiendo que House es un gran cocinero.
Trece y Foreman vuelven a discutir sobre la cena y el nuevo puesto de Foreman; Trece acude con House para decirle si alguna vez vio trombocitos con plaquetas altas, House le dice que él estaba loco y que nunca vio eso, también acepta que House es un gran cocinero. Chase le dice a Foreman que despida a Trece.
House le confiesa a Norlan que le duele la pierna, cuando empezó a cocinar el dolor redujo, ahora que se aburrió le empzó a doler la pierna de nuevo.
Foreman se volvió a equivocar sobre la trombocitosis, ya que a Vince se le inflamaron los nódulos linfáticos, Vince postea de nuevo sus síntomas en internet, pero con una recompensa de 25.000 dólares. House regresa a su antiguo departamento, a punto de tomarse unas pastillas de Vicodin, Foreman les da una teorías a Vince sobre sus respuestas de internet. Foreman hace un trato con Vince, él hace las pruebas de riñón para amiloidosis, si sale negativo Vince retira la recompensa de internet. Taub le dice que la biopsia de riñón dio positivo a amiloidosis, Foreman pide que lo traten, Taub en ese momento renuncia porque el aceptó el empleo para trabajar con House no con él.
Cuddy y Wilson creen que House volvió a drogarse, porque Wilson tapó el tubo del baño para obtener la orina de House, él los engañó poniendo orina de un labrador. Vince se escapa de su cuarto alucinando que está en su propio juego, lo meten una hora en una tina con agua fría para bajar su temperatura corporal. Foreman sale de ducharse en el hospital y tiene los dedos arrugados, Foreman le dice a Trece que no es cáncer y le pide que detenga la quimioterapia, Foreman le dice que es la enfermedad de Fabry, porque estuvo una hora en el agua y no tenía los dedos arrugados, Trece le confiesa que vio respuesta en internet y alguien había posteado que era Fabre.
House le dice a Norlan que resbaló, que él resolvió el caso de su exequipo ganando 25.000 dólares, y que al resolverlo dejó de dolerle la pierna. Norlan le recomienda que regrese al hospital como colaborador, para tratar el dolor.
Foreman despide a Trece por no confiar en él.

## Diagnóstico
Vince tenía Enfermedad de Fabry.

## Enlaces
- Datos: Q13479269